# Kaji Man Samsohang
 (décembre 2015).
Kaiji Man Samsohang est un politicien népalais membre du PCN (MLU), il est candidat pour la circonscription de Taplejung aux élections de 1994, mais il arrive derrière Mani Lama avec seulement 9 822 votes.